# Ben Enwonwu
Ben Enwonwu (14. Juli 1917 in Onitsha – 5. Februar 1994 in Lagos) war ein nigerianischer Maler und Bildhauer. Er gilt als einer der bedeutendsten Künstler des afrikanischen Kontinents. Ihm wird die Schaffung einer nigerianischen Nationalästhetik zugeschrieben, indem er indigene Traditionen mit westlichen Techniken und Darstellungsweisen verschmolz.

## Leben

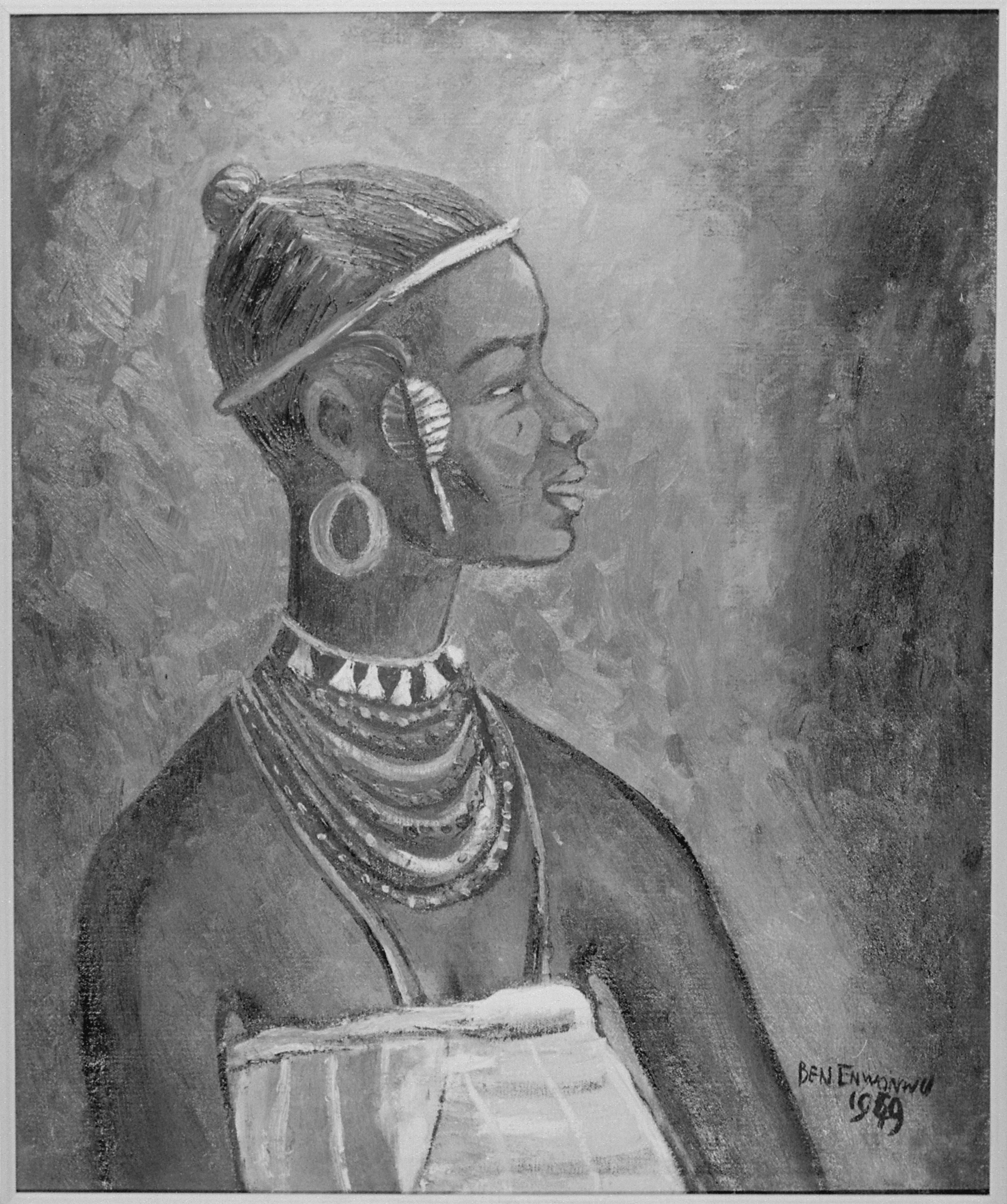
Fulani Girl of Rupp, 1949

Enwonwu wurde 1917 in Onitsha in Nigeria als Sohn einer  Geschäftsfrau und eines Bildhauers geboren und hatte schon in jungen Jahren eine Begabung für die Kunst.
Im Alter von 17 Jahren schrieb er sich am Government College in Ibadan ein, wo er unter der Leitung des Kunstlehrers Kenneth C. Murray Bildende Kunst studierte. Zwei Jahre später erhielt er ein Stipendium für ein Studium an der Slade School of Fine Art der University of London. Enwonwu studierte auch am Goldsmiths und in Oxford und absolvierte später ein Aufbaustudium in Sozialanthropologie an der London School of Economics. Seine Entscheidung, Anthropologie zu studieren, wurde teilweise durch seine Erfahrungen mit Rassismus in London beeinflusst.
Enwonwu galt als fleißiger Künstler, der Stille bei der Arbeit bevorzugte, und seinen Sohn Oliver Enwonwu beeinflusste, der ebenfalls Künstler wurde; die Beziehung zwischen Vater und Sohn war von Respekt geprägt.
Enwonwu starb 1994 im Alter von 77 Jahren in Lagos. Er unterschied sich von vielen großen Künstlern dadurch, dass er zu Lebzeiten Erfolg und Anerkennung erlangte.

## Wirken

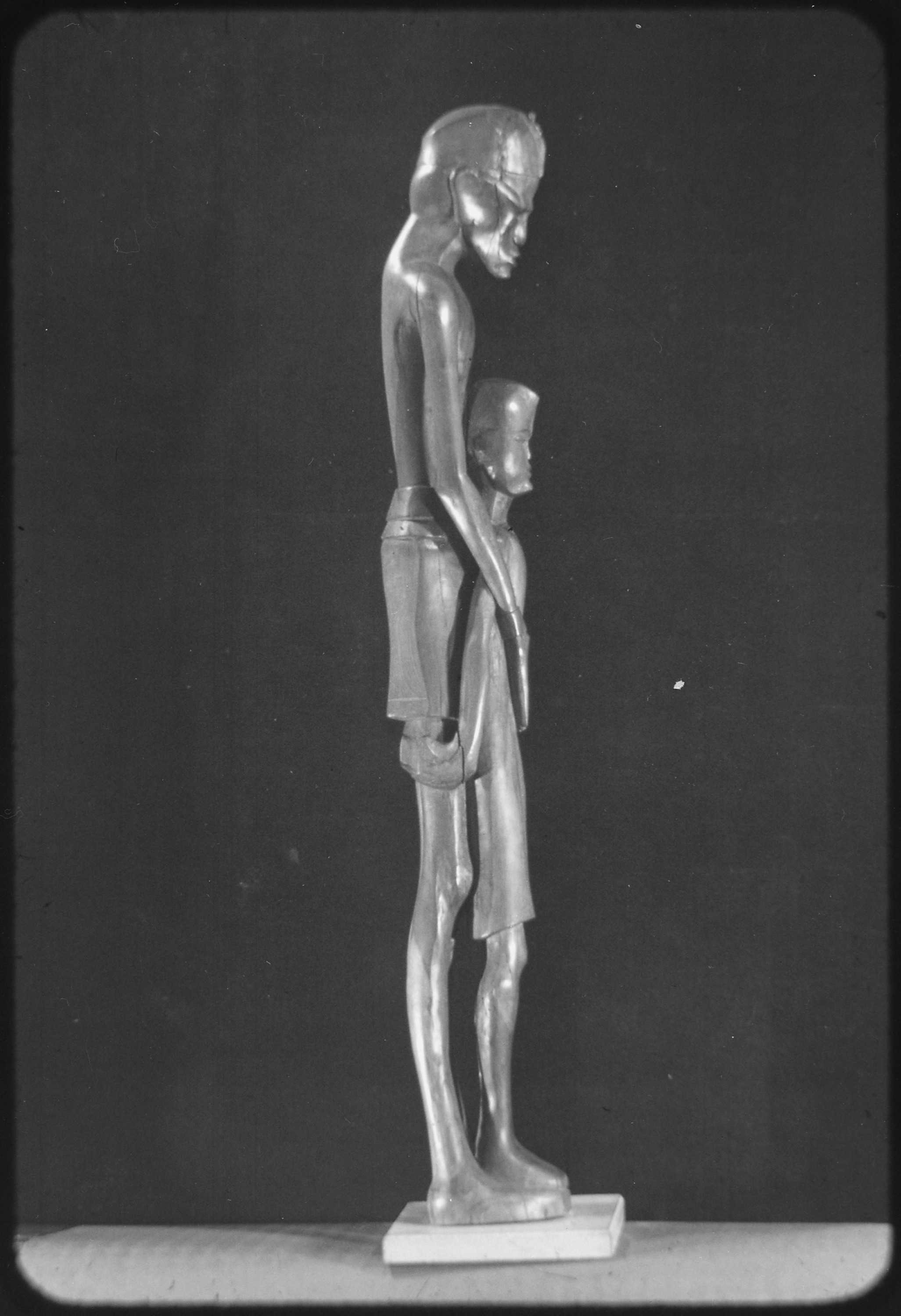
Father and Son, 1950

Im Jahr 1956 erhielt der junge Künstler den Auftrag, ein offizielles Porträt von Königin Elisabeth II. anzufertigen, und war damit der erste afrikanische Künstler, der ein offizielles Porträt eines europäischen Monarchen anfertigte. Als Kritiker der Kolonialherrschaft und Unterstützer der Négritude-Bewegung schuf Enwonwu eine Reihe von Gemälden und Skulpturen, die Afrika und die schwarze Identität hervorheben. Seine Porträts hatten oftmals eine symbolische Bedeutung, die über die reine Darstellung hinausging; sie standen vielmehr für nationales Bewusstsein und Versöhnung nach Konflikten, wie etwa nach dem nigerianischen Bürgerkrieg.
Er malte im Jahr 1971 das Gemälde Christine, das Christine Davis, eine US-amerikanische Friseurin, die nach Lagos gezogen war, darstellt und später für einen Millionenbetrag verkauft wurde. Das Meisterwerk der nigerianischen Moderne wurde am 15. Oktober 2019 in London für 1,3 Millionen Euro versteigert. Die abgebildete junge Frau ist in einem gelben Kleid mit Dekolleté gekleidet. Es gehörte einer Familie, die erst durch eine Internetrecherche und eine kostenlose Schätzung von Sotheby’s auf die Bedeutung des Künstlers und seines Werkes aufmerksam wurde und blieb fast fünf Jahrzehnte lang in Familienbesitz, ohne öffentlich gezeigt zu werden.
Ein weiteres bedeutendes Werk, Tutu, ist als „Afrikas Mona Lisa“ bekannt und gilt ebenfalls als Meisterwerk. Es stammt aus dem Jahr 1974, ist Symbol der Versöhnung nach dem Biafra-Krieg (1967–1970) in Nigeria und zeigt die Ife-Prinzessin Adetutu Ademiluyi. Es wurde in einer bescheidenen Wohnung im Norden Londons entdeckt, erzielte bei einer Auktion über 1 Million Pfund und stellte damit einen neuen Rekord für moderne nigerianische Künstler auf. Enwonwu malte insgesamt drei Versionen von Tutu, die nach seinem Tod als verschollen galten.
Er sagte in einer Rede im Jahr 1956: „Während Europa stolz darauf sein kann, einige der besten Skulpturen Afrikas in Museen und bei Privatsammlern zu besitzen, kann Afrika nur die schlechtesten Beispiele vor allem englischer Kunst und die zweitklassigsten anderen Kunstwerke aus Europa vorweisen.“

## Auszeichnungen
Im Jahr 2008 wurde ein Krater des Planeten Merkur nach Enwonwu benannt.